# Bricka (köksredskap)

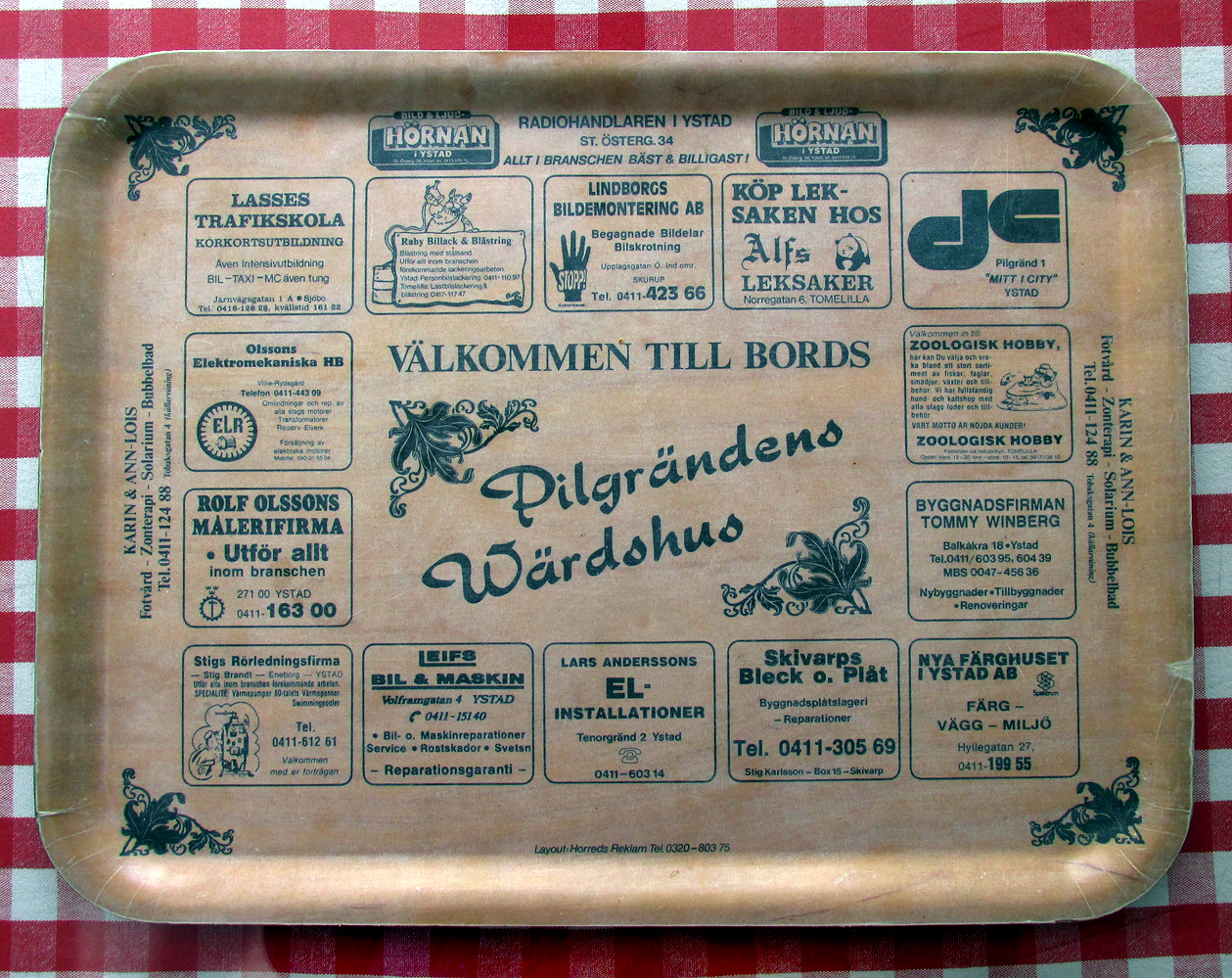
En serveringsbricka från Pilgrändens Wärdshus med diverse reklam för företag i Ystad med omnejd. Från tidigt 1980-tal.

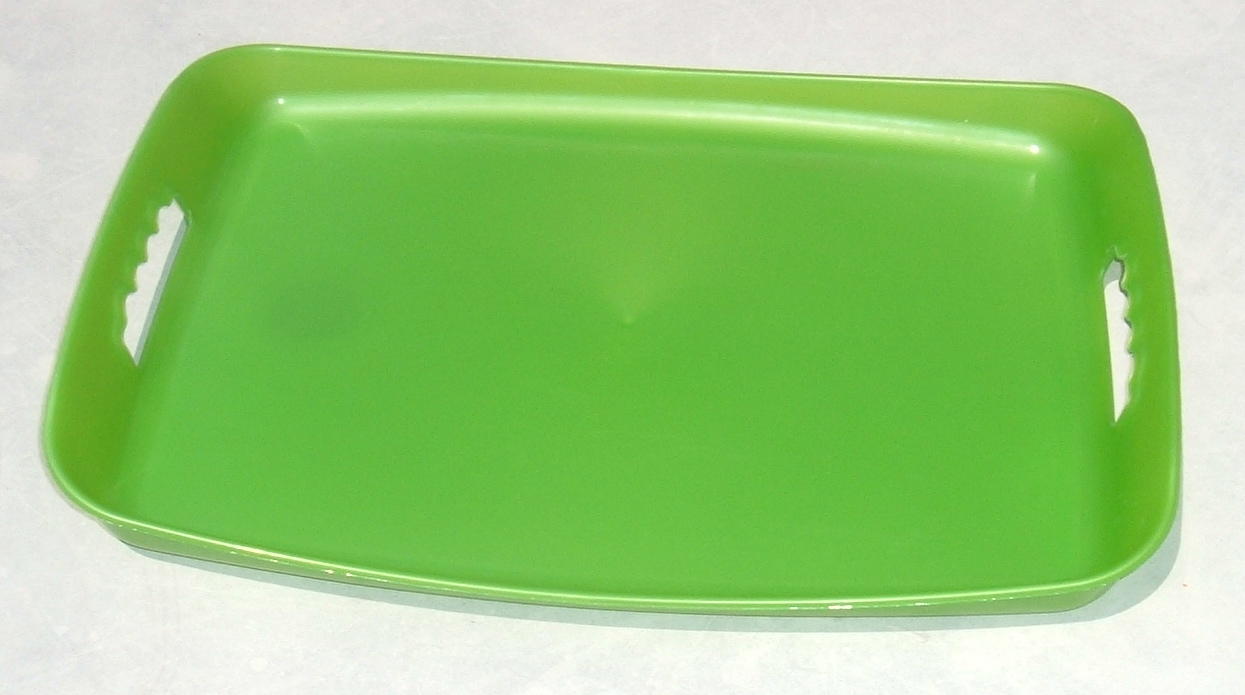
En plastbricka med handtag.

En bricka är en slags bärbar skiva som används för att bära saker på vid exempelvis servering, eller som underlägg. Brickor tillverkas från ett antal olika styva material, bland andra silver, mässing, stålplåt, trä, melamin och papier-mâché. Vissa brickor har handtag och korta stödfötter.
Brickor är platta och har en förhöjd sarg för att förhindra att saker glider av dem. De tillverkas i många olika former men de vanligaste är oval eller rektangulär form.
Ordet bricka är belagt i svenska språket sedan 1500-talet, och i den här betydelsen åtminstone sedan 1670. Det är besläktat med bräcka.